# Lissa Price
Lissa (uitgesproken als: LIH-suh) Price is een Amerikaanse schrijfster. Ze is bekend geworden met haar debuutboek Starters uit 2012, een sciencefictionroman voor jongvolwassenen. Het boek werd uitgebracht in dertig landen. Het was een van de vier boeken op de Barnes & Noble Best Books of the Year for Teens lijst van 2012. In Frankrijk stond het in de top tien van favoriete boeken van dat jaar.
Price heeft een tijd in India en Japan gewoond. Later reisde ze in twee jaar tijd de hele wereld rond. Nu woont en werkt ze in het zuiden van Californië. Ze is gehuwd.
De schrijfster is lid van de SCBWI, Science Fiction & Fantasy Writers of America en International Thriller Writers.

## Prijzen
Nederland
- YA Thriller Award

Duitsland
- ist Eselsohr Award